# Astérix a překvapení pro Caesara
Astérix a překvapení pro Caesara (původní název: Astérix et la Surprise de César) je francouzský animovaný film z roku 1985, který režírovali Gaëtan a Paul Brizzi a produkoval Gaumont International, Dargaud Films a Productions René Goscinny.
Film měl v Československu premiéru 1. prosince 1989 (v distribuci Ústřední půjčovna filmů – ÚPF / Slovenská požičovňa filmov – SPF) a byl dabován do češtiny a slovenštiny.

## Herci[2]
| Charakter                                        | Původní dabing | Český dabing (kino) | Český dabing (ČT)                                                                                                   |
| ------------------------------------------------ | --- | --- | --- |
| Asterix                                          | Roger Carel | Stanislav Fišer | Pavel Trávníček |
| Obelix                                           | Pierre Tornade | Jiří Lábus | Jiří Štěpnička |
| Caesar                                           | Serge Sauvion | Ilja Prachař | Vladislav Beneš |
| Gaius Optus                                      | Pierre Mondy | Bohumil Švarc | Jiří Ployhar |
| Panoramix                                        | Henri Labussière | Radúz Chmelík | Milan Slepička |
| vedoucí výcviku rekrutů i gladiatorů Briseradius | Roger Lumont | Jiří Zahajský | Zdeněk Maryška |
| Vapetimus (Briseradiův kolega)                   | Michel Barbey | Karel Chromík | – |
| náčelník Abraracourcix                           | Jean-Pierre Darras | Zdeněk Blažek | – |
| Farfelus                                         | Philippe Dumat | Ladislav Kazda | Roman Hájek |
| Tragikomix                                       | Thierry Ragueneau | Pavel Trávníček | Pavel Batěk |
| Falbala                                          | Séverine Morisot | Ljuba Krbová | Pavlína Jurková |
| Falbala                                          | Danielle Licari (zpěv) | | |
| španělský rekrut "Olé"                           | Paul Bisciglia | Miroslav Masopust | – |
| anglicky mluvící rekrut Pajalatax "Bretonec"     | Alain Doutey | Michal Pavlata | Rudolf Kubík |
| šéfkuchař                                        | Pierre Mirat | Radan Rusev | Rudolf Kubík |
| obchodník s otroky                               | Michel Gatineau | Bohuslav Kalva | – |
| Superbus                                         | Patrick Préjean | Jan Skopeček | Ivo Theimer |
| úvodní titulky                                   | – | Bohuslav Kalva | Jiří Ptáčník |
| Další hlasy                                      | Patrick Floersheim, Yves Barsacq, Gérard Croce, José Luccioni, Paul Mercey, Henri Poirier, Nicolas Silberg, Pierre Tchernia, Martin Lamotte, Edmond Bernard, Peter Wollasch, Alain Coutey, Roger Barbet, Jean-Henri Chambois a Michel Elias | Radan Rusev, Jiří Zavřel, Jan Pohan, Milan Livora, Milan Neděla, Zdeněk Dušek, Alexej Pyško, Miloslav Mejzlík, Jiří Ptáčník a Jiří Havel | Ivo Theimer, Zdeněk Hess, Jindřich Hinke, Jaroslav Horák, Martin Janouš, Jiří Krejčí, Otto Rošetzký a David Voráček |

| Technické informace | Technické informace                   | Technické informace             |
| Role                | 1. dabing (kino)                      | 2. dabing (Česká televize (ČT)) |
| ------------------- | ------------------------------------- | ------------------------------- |
| Zvuk                | Ivo Novák                             | Zdeněk Zenger                   |
| Střih               | Jaroslava Hrubá                       |                                 |
| Vedoucí výroby      | Zdena Sirotková                       | Miloš Kostner                   |
| České dialogy       | Jiří Křižan                           | Marie Fronková                  |
| Režie českého znění | Marie Fronková                        | Marie Fronková                  |
| Vyrobilo            | Filmové studio Barrandov Dabing, 1989 | Česká televize 2014             |
| Překlad             | –                                     | Soňa Nigrínová                  |
| Dramatrugie         | –                                     | Lenka Lukešová                  |
| Asistentka režie    | –                                     | Drahoslova Pešulová             |
| Vedoucí dramaturg   | –                                     | Alena Poledňáková               |
| Vedoucí realizace   | –                                     | Pavel Fuchs                     |